# Anton Manastyrski
Anton Iwanowycz Manastyrski (ukr. Антон Іванович Манастирський; ur. 2 listopada 1878 w Zawałowie, zm. 15 maja 1969 we Lwowie) – ukraiński malarz i grafik, Ludowy Artysta Ukraińskiej SRR (1957), Zasłużony Artysta Ukraińskiej SRR (1953).

## Życiorys
Wywodził się z rodziny pracownika poczty. Uczył się w Stanisławowie i od 1895 w C.K. Szkole dla Przemysłu Artystycznego. Następnie studiował w Akademii Sztuk Pięknych w Krakowie. Należał do Towarzystwa Rozwoju Ruskiej Sztuki, które w 1900 zorganizowało pierwszą wystawę jego prac. Mieszkał i pracował we Lwowie. W 1940 wstąpił do Związków Artystów ZSRR. W 1952 i 1957 we Lwowie odbyły się kolejne jego wystawy monograficzne. Jest pochowany na Cmentarzu Łyczakowskim w tym mieście.
Wiele dzieł malarskich Manastyrskiego nosi tytuły zaczerpnięte z pieśni ludowych, np. Oj pid hajem, hajem (1917), Zaswit wstali kozaczenki, Oj tam, pid horoju. Oprócz scen rodzajowych tworzył także portrety (m.in. matki, Tarasa Szewczenki, autoportret), pejzaże (Zyma w Karpatach z 1904, Mist nad Prutom z 1914) i obrazy z historii Kozaków (W tabori Karmeluka, Pałamar, Zaporożec). Namalował ikonostasy m.in. dla cerkwi św. Andrzeja we Lwowie przy ul. Warszawśkoj, Wniebowzięcia Pańskiego w Tetewczycach w rejonie radziechowskim, Zaśnięcia Najświętszej Marii Panny w parku historycznym "Dawnij Hałycz" oraz św. Dymitra w Litiatynie. Wykonał ilustracje m.in. do książki Miła knyżeczka Iwanny Błażkewycz, prac Iwana Franki, Nikołaja Gogola, Biblii wydanej we Lwowie w 1926 (53 rysunki). Prace artysty znajdują się w muzeach m.in. Kijowa, Lwowa, Dnipra i Połtawy. Upamiętnia go tablica pamiątkowa na domu we Lwowie przy ulicy Karmeluka 9, w którym mieszkał w latach 1941–1969.
Jego syn Witold Manastyrski także był malarzem i grafikiem.